# إعصار لاري

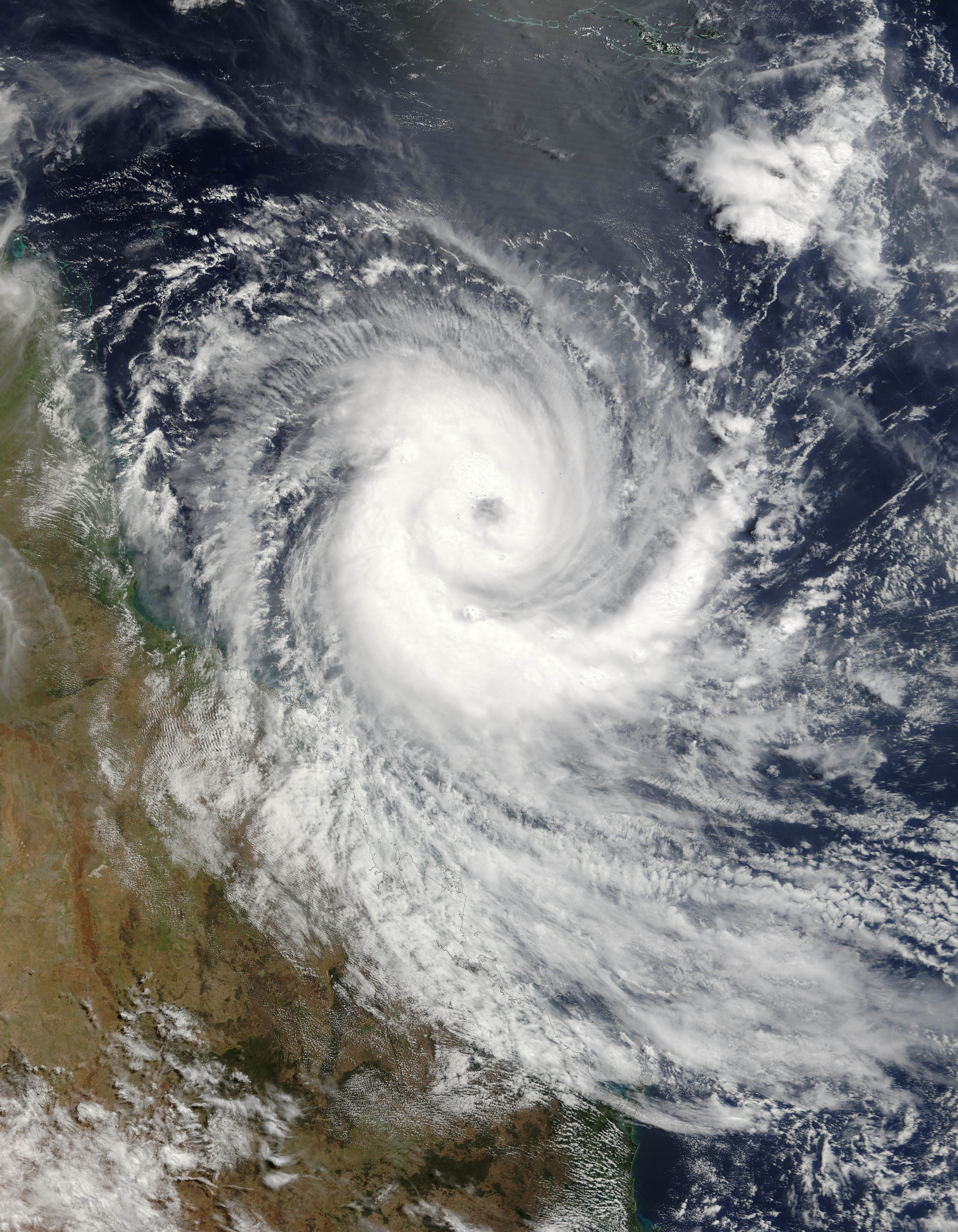
إعصار لاري- 19 مارس

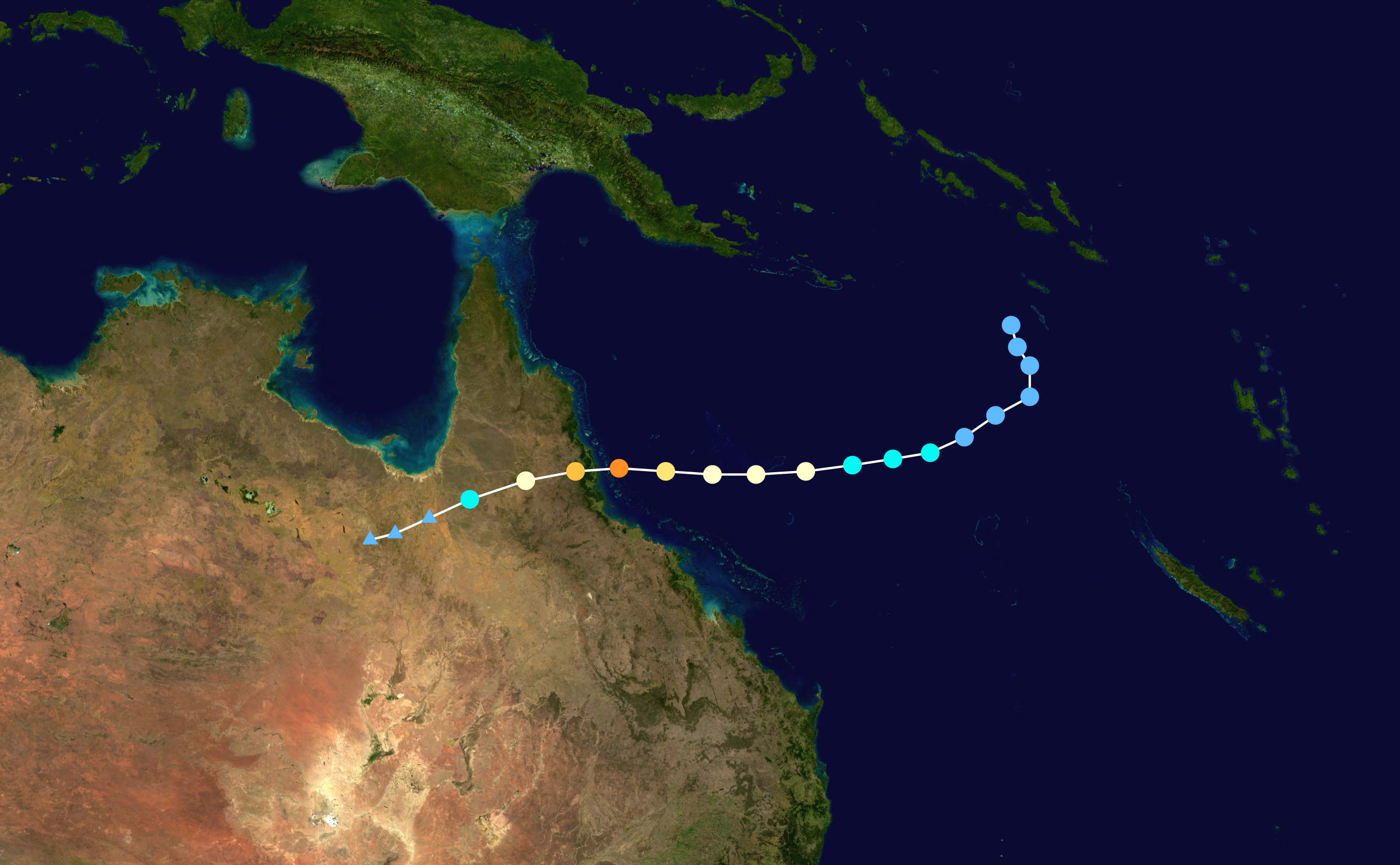
مسار العاصفة

إعصار لاري (بالإنجليزية: Cyclone Larry) كان الإعصار الاستوائي لاري الذي ضرب اليابس الأسترالي في نصف الكرة الجنوبي خلال الموسم 2005-2006 من الأعاصير المدارية الشديدة، نشأ الإعصار كنظام ضغط منخفض فوق شرق بحر كورال يوم 16 مارس وتم رصده من قبل مكتب الأرصاد الجوية الأسترالي في بريسبان تطور سريعاً إلى عاصفة من الفئة الخامسة على مقياس الأعاصير الاستوائية’دخل الإعصار إلى شمال كوينزلاند بالقرب من مدينة إينيسفيل يوم 20 مارس مع سرعة رياح وصلت إلى 240 كم/ساعة، ثم تبدد على الأرض بعد فترة وجيزة بعد أن سبب أضراراً بقيمة 1. 1 مليار دولار.